# Missões espanholas no Arizona
A partir do século XVI, a Espanha estabeleceu missões por toda a Nova Espanha (composta pelo México e partes do que hoje é o sudoeste dos Estados Unidos) para facilitar a colonização dessas terras.

## História

### Primeiras missões franciscanas
Os povos indígenas do Arizona permaneceram desconhecidos dos exploradores europeus até 1540, quando o explorador espanhol Pedro de Tovar (que fazia parte da expedição de Coronado) encontrou os hopis enquanto procurava pelas lendárias Sete Cidades de Ouro. O contato com os europeus permaneceu pouco frequente até que três missões foram estabelecidas em 1629 no que hoje é o nordeste do Arizona.
Em 1680, a Revolta Pueblo resultou na destruição de todas as três missões, limitando muito a influência espanhola na região. Tentativas subsequentes de restabelecer as missões em aldeias hopi foram recebidas com repetidos fracassos. A antiga missão ainda é visível hoje como uma ruína.

### Missões jesuíticas
Na primavera de 1687, o missionário jesuíta Eusebio Francisco Kino viveu e trabalhou com os nativos americanos na área chamada Pimería Alta, ou "País do Alto Pima", que atualmente inclui o estado mexicano de Sonora e a porção sul do Arizona. Durante a estadia do padre Eusebio Kino na Pimería Alta, ele fundou mais de vinte missões em oito distritos missionários. No Arizona, diferentemente do México, a missionação ocorreu lentamente.
Padre Kino fundou as missões de San Xavier e San Gabriel nas comunidades piman de Bac e Guevavi, ao longo do rio Santa Cruz.

### Missões franciscanas tardias
Após a expulsão dos jesuítas em 1767, os franciscanos do colégio de Santa Cruz em Querétaro assumiram a responsabilidade nas missões de Pimería Alta. Enquanto isso, outros franciscanos do colégio de San Fernando na Cidade do México, sob a liderança de Junípero Serra, foram designados para substituir os jesuítas nas missões da Baixa Califórnia da província de Las Californias inferior.
Sob a administração do frade franciscano e explorador Francisco Garcés, três missões adicionais foram estabelecidas com o objetivo de estabelecer uma conexão permanente entre as missões de Las Californias e Pimería Alta. No entanto, após um ataque quechan em 1781 que destruiu duas missões perto da atual Yuma, as duas regiões permaneceram isoladas. Isso limitou muito a expansão da influência espanhola por todo o baixo rio Colorado.
Após a Guerra da Independência do México e a expulsão de todos os padres nascidos na Espanha da região em 1828, as missões restantes foram gradualmente abandonadas. A Missão de San Xavier del Bac foi a última missão a ser abandonada, com o último padre partindo para a Espanha em 1837.

## Missões
| Nome                                    | Imagem | Localização         | Data de fundação     | Ordem        | Notas |
| --------------------------------------- | ------ | ------------------- | -------------------- | ------------ | --- |
| Missão de San Francisco de Oraibi       |        | Oraibi              | 1629                 | Franciscanos | Destruída durante a Revolta Pueblo de 1680. Em ruínas. |
| Missão de San Bernardo de Aguatubi      |        | perto de Jeddito    | 1629                 | Franciscanos | Destruída durante a Revolta Pueblo de 1680. Reconstruída na década de 1690, antes que ela e a vila ao redor fossem destruídas em 1700. Em ruínas. |
| Missão de San Bartolomé de Shungópove   |        | Second Mesa         | 1629                 | Franciscanos | Destruída durante a Revolta Pueblo de 1680. Em ruínas. |
| Missão de San Cayetano del Tumacácori   |        | Tumacacori          | janeiro de 1691      | Jesuítas     | A missão foi abandonada durante a Revolta de O'odham de 1751 e reconstruída como Missão de San José de Tumacácori a oeste do rio Santa Cruz. Não existente. |
| Missão de Los Santos Ángeles de Guevavi |        | perto de Beyerville | 1691                 | Jesuítas     | Abandonada em 1775. As ruínas da igreja datam de 1751. |
| Missão de San Xavier del Bac            |        | perto de Tucson     | 1692                 | Jesuítas     | 1692–1770, 1783–1837, 1859–atualmente. A igreja missionária existente foi concluída em 1797. |
| Missão de San Cayetano de Calabazas     |        | Rio Rico            | 1755                 | Jesuítas     | Abandonada em 1786. |
| Missão de San José de Tumacácori        |        | Tumacacori          | 1757                 | Jesuítas     | Localizada a oeste do local da Missão de San Cayetano del Tumacácori. Abandonada em 1828. |
| Missão de San Cosme y Damián de Tucsón  |        | Tucson              | 1768                 | Franciscanos | Estabelecida como visita em 1692. Elevada ao status de missão em 1768. Abandonada em 1828. Não existente. |
| Missão Puerto de Purísima Concepción    |        | Winterhaven         | outubro de 1780      | Franciscanos | Localizada na Califórnia, mas administrada como parte das missões de Pimería Alta. Destruída durante um ataque quechan de 17 a 19 de julho de 1781. Não existente. Uma reconstrução da missão foi concluída em 1923, que atualmente serve como uma igreja paroquial. |
| Missão San Pedro y San Pablo de Bicuñer |        | perto de Bard       | 7 de janeiro de 1781 | Franciscanos | Localizada na Califórnia, mas administrada como parte das missões de Pimería Alta. Destruída durante um ataque quechan de 17 a 19 de julho de 1781. Não existente.                                                                                                   |